# Kochi Tuskers Kerala
Die Kochi Tuskers Kerala waren ein Cricketteam, das in der Indian Premier League spielte. Sie repräsentierten die Stadt Kochi, Kerala. Das Team wurde zusammen mit den Pune Warriors India in der Saison 2011 als neues Franchise zugelassen. Die Heimatstadien waren das Jawaharlal Nehru Stadium in Kochi und das Holkar Cricket Stadium in Indore.

## Ausschluss aus der IPL
Wegen Unstimmigkeiten unter den Eigentümern und dem Nicht-Einreichen der annual fees bei der BCCI wurde das Franchise aus der Indian Premier League ausgeschlossen. Ab der Saison 2012 nahmen daher nur noch neun Teams teil.

## Abschneiden in der IPL
| Jahr | Spiele | Siege | Niederlagen | No Result | Endplatzierung (Vorrunde) |
| ---- | ------ | ----- | ----------- | --------- | ------------------------- |
| 2011 | 14     | 6     | 8           | 0         | Vorrunde (8/10)           |